# Rue Villette
Ne doit pas être confondu avec Rue de la Villette.
La rue Villette est une rue de la ville belge de Liège faisant partie du quartier administratif du Longdoz.

## Odonymie
Cette rue rend hommage depuis 1863 à François-Laurent Villette, né à Liège le 1er janvier 1729 et mort à Flémalle-Grande le 22 octobre 1809, physicien et inventeur liégeois.

## Localisation
Cette artère plate et rectiligne d'une longueur d'environ 255 m se trouve sur la rive droite de la Dérivation et relie le quai de Longdoz à la rue Grétry. Elle applique un sens unique de circulation automobile depuis les deux extrémités de la voirie (rue Grétry et quai du Longdoz) vers la rue Deveux. Une petite place triangulaire se forme au carrefour avec la rue Robertson. Cette placette est occupée par une minuscule plaine de jeu pourvue de bancs à l'ombre de deux arbres.

## Architecture
La maison située au no 1 ainsi qu'une suite d'immeubles sis du no 5 au no 15 ont été édifiées au début du XXe siècle dans un style éclectique teinté d'Art nouveau. On remarque particulièrement l'encadrement de la baie d'imposte et la ferronnerie au no 5, le grand portail sculpté formant un arc en plein cintre au no 7, un mascaron sculpté placé en clé de voûte du portail cintré du no 9, les deux oriels en bois du no 13 et un sgraffite au no 15.
L'immeuble situé au no 26 signé par l'architecte Edmond Dethier présente des éléments propres au style Art déco (porte d'entrée et console supportant l'oriel).
Les deux maisons sises aux nos 37 et 39 ont été réalisées vers 1850 dans le style néo-classique.

## Cour Henaux et cour Moreau
La cour Henaux se raccorde à la rue Villette par un arvô (passage voûté) placé à hauteur du no 37 et la cour Moreau se situe entre le no 39 et le no 41. Ces deux impasses parallèles distantes d'une quinzaine de mètres comptent chacune une douzaine d'habitations ouvrières en briques blanchies d'un seul étage bâties dos-à-dos au cours de la seconde moitié du XIXe siècle. Ces impasses ont une longueur approximative de 70 mètres pour une largeur de moins de 3 mètres. Elles doivent leur nom au patronyme d'habitants du lieu.

## Riverains
Le collège Saint-Louis a été fondé par les Pères Jésuites en 1892.

## Rues adjacentes
- Quai de Longdoz
- Rue Alfred Magis
- Rue Robertson
- Rue Deveux
- Cour Henaux
- Cour Moreau
- Rue Grétry